# Lagny-le-Sec
Lagny-le-Sec è un comune francese di 1 916 abitanti situato nel dipartimento dell'Oise della regione dell'Alta Francia.

## Società

### Evoluzione demografica
Abitanti censiti